# Río Branco
Río Branco es una ciudad uruguaya del departamento de Cerro Largo, y capital del municipio homónimo. Es limítrofe con la ciudad brasileña de Jaguarão, con la que se comunica a través del Puente Internacional Barón de Mauá.

## Ubicación
La ciudad se encuentra situada en la zona sureste del departamento de Cerro Largo, en la margen derecha de uno de los meandros que forma el río Yaguarón, próximo a su desembocadura en la Laguna Merín. Se comunica directamente con la ciudad brasilera de Jaguarão por el puente Barón de Mauá, inaugurado en 1930.

## Historia
Entre los años 1792 y 1793 la Corona española resolvió encomendar a Joaquín Gundín para fundar tres Guardias en la zona para detener el avance portugués, de las cuales solo prosperó la Guardia de Arredondo, ubicada en la margen izquierda del río Yaguarón.
Sin embargo, la Guardia se trasladó a la margen derecha del río en 1801 y se convirtió en mojón fronterizo ante los portugueses. En 1831 el entonces Presidente del Uruguay, Fructuoso Rivera, ordena que Servando Gómez funde la Villa de San Servando. Entre 1843 y 1851 (transcurría la Guerra Grande en territorio nacional) la villa se convertía en pueblo instalándose la Comandancia, la Aduana y el Juzgado de Paz. Su crecimiento fue notable. Muchos fueron los saladeros y graserías (cerca de veinte) que se encontraban sobre el río Yaguarón, y gracias al numeroso vecindario también se vio acrecentada en gran manera la actividad comercial. Para 1853 pasó a llamarse Villa Artigas, según proyecto de Dionisio Coronel.
En 1910, durante la presidencia de Claudio Williman, se firmó un tratado mediante el cual se fijó el condominio uruguayo-brasileño de las aguas limítrofes, incluyendo el Río Yaguarón y la Laguna Merín, que estaban bajo control exclusivo de Brasil desde 1851. Por Ley 5.330 de 31 de agosto de 1915, la Villa Artigas pasó a llamarse Río Branco en homenaje al Barón de Río Branco, diplomático brasileño que negoció el tratado (en frente se estableció el pueblo de Yaguarón).
En 1992 la ciudad conmemoró sus 200 años de fundación. La Comisión de Actos de conmemoración del bicentenario de la Ciudad fue presidida por el Sr. Floro Guillermo en Río Branco, y por el Sr. José Luis Rodríguez Reys en Montevideo, según consta en la Resolución de la Junta Local Autónoma y Electiva, en sesión de fecha 30 de agosto de 1990.

## Población
Según el censo de 2011 la ciudad cuenta con una población de 14 604 habitantes.
| 4 106         | 4 023 | 5 685 | 9 072 | 12 215 | 13 456 | 14 604 |
| (Fuente: INE) |       |       |       |        |        |        |

## Economía
La zona de la 3.ª sección de Cerro Largo, donde está enclavada la ciudad de Río Branco, es eminentemente agrícola ganadera y puede llegar a ser también una pequeña cuenca lechera, sobresaliendo los cultivos de arroz siendo una de las principales puntos de producción arrocera.
Río Branco cuenta con cinco molinos arroceros, muchos de ellos con exportación propia como es el caso del Molino Arrocero Río Branco. Ha mejorado la producción pecuaria llegando a existir un Abasto Municipal que fue construido en el año 1990, de acuerdo con todos los adelantos requeridos por el M.G.A.P, con una capacidad de faena suficiente como para cubrir el consumo de las dos ciudades (Río Branco y Yaguarón).
En esta tercera sección del departamento de Cerro Largo, la promoción e inversión turística está tomando un desarrollo importante. A pocos kilómetros de la ciudad y a orillas de la laguna Merín se encuentra el balneario Lago Merín, importante polo de atracción turística nacional e internacional, especialmente visitado por turistas brasileños, argentinos y de otros países de la región.

## Gobierno
Río Branco es uno de los municipios creados en Uruguay con la llamada ley de descentralización, aunque a diferencia de las demás posee autonomía desde 1962 (ley 12.809). Es el único municipio jurídicamente descentralizado de una intendencia municipal a pesar de la creación de los 89 municipios mencionados anteriormente y ello se debe a que la reciente ley no derogó la ley 12.809 que es la que le atribuye al presidente de la corporación (hoy "alcalde") las facultades del intendente municipal.
Desde 1962 la Junta Autónoma de Río Branco fue gobernada por el Partido Nacional. Con la nueva ley de descentralización que comenzó a regir en 2010, fue elegido y asumió el cargo el empresario Robert Pereira, que pertenece al Partido Colorado.
Desde 2015 hasta la fecha gobierna el alcalde Christian Morel del Partido Nacional.

## Escudo
El escudo oficial de Río Branco fue ideado y realizado por el periodista Bernardo Pilatti Fernández. Se inauguró en el Arco de Entrada a la ciudad, el 15 de febrero de 1992, dentro de los festejos por los 200 años de fundación de la Villa de Arredondo, hoy ciudad de Río Branco.